# 雪地早熟禾
雪地早熟禾（学名：Poa rangkulensis）为禾本科早熟禾属下的一个种。